# Pandanus beccatus
Pandanus beccatus är en enhjärtbladig växtart som beskrevs av Benjamin Clemens Masterman Stone. Pandanus beccatus ingår i släktet Pandanus och familjen Pandanaceae. Inga underarter finns listade.